# انتخابات ایالات متحده (۲۰۱۸)
انتخابات ایالات متحده (۲۰۱۸) (انگلیسی: United States elections, 2018) در روز سه شنبه، ۶ نوامبر ۲۰۱۸برگزار شد. این انتخابات میان دوره ای درحالیکه در دوران ریاست جمهوری دونالد ترامپ انجام گرفت. سی و پنج کرسی از ۱۰۰ کرسی در مجلس سنا و ۴۳۵ کرسی در مجلس نمایندگان ایالات متحده مورد بررسی قرار گرفتند. سی و نه ایالت وفرمانداری و همچنین تعداد زیادی ازسایر انتخابات و دولت‌های محلی نیز انجام گرفت.
در این انتخابات حزب دموکرات موفق شد با کسب اکثریت کرسی‌های مجلس نمایندگان اکثریت را در این نهاد قانونگذاری به دست بگیرد و سنا همچنان در دست حزب جمهوریخواه باقی ماند.
در انتخابات مجلس نمایندگان، دموکرات‌ها حداقل ۴۰ کرسی جدید را به کرسی‌هایی که سابقاً داشتند بیفزایند.
در نتیجه این انتخابات، دموکرات‌ها کنترل مشترک هفت ایالت را به دست گرفتند و کنترل یکپارچه جمهوریخواهان برچهار ایالت را درهم شکستند. جمهوری خواهان نیز با برنده شدن در آلاسکا اکثریت در مجلس نمایندگان آلاسکا و همچنین فرمانداری آن را به دست آوردند.

## انتخابات فدرال
انتخابات فصل اول از ماه مارس تا سپتامبر ۲۰۱۸ برگراز شد.

### انتخابات کنگره

#### مجلس سنا
۳۵کرسی از ۱۰۰ کرسی مجلس سنا مورد بررسی قرار گرفت. در نتیجه همچنان اکثریت سنا در دست حزب جمهوریخواه باقی ماند.
انتخابات ویژه مجلس سنای ایالات متحده در مینه‌سوتا و می‌سی‌سی‌پی، برای انتخاب جانشین سناتورهایی که در میانهٔ دوره شان استعفا کردند نیز در تاریخ ۶ نوامبر ۲۰۱۸ برگزار شد.
در انتخابات ۲۰۱۸ برای اولین بار از سال ۲۰۰۲ کنترل سنا به دست حزب حاکم که ریاست جمهوری را در دست دارد افتاد.

#### مجلس نمایندگان
همه ۴۳۵ کرسی در مجلس نمایندگان ایالات متحده برای انتخابات به رای‌گیری گذاشته شد. علاوه بر این، برگزاری انتخابات نمایندگان ناحیه کلمبیا و سایر نواحی ایالات متحده، به استثنای نماینده مقیم پورتوریکو، که انتخابات آن هر چهار سال یکبار برگزار می‌شود. حزب دموکرات در نتیجه انتخابات میان‌دوره‌ای اکثریت را در این نهاد قانونگذاری به دست گرفت.
انتخابات مجلس ۲۰۱۸ در تاریخ ۶ نوامبر، برگزار گردید:
انتخابات ویژه در منطقه ۱۳ کنگره میشیگان پس از استعفا جان کانیرز، در تاریخ ۶ نوامبر ۲۰۱۸ برگزار شد.
انتخابات ویژه در منطقه ۱۲ کنگره اوهایو پس از استعفای پات Tiberi، در ۷ اوت ۲۰۱۸ برگزار شد.
انتخابات ویژه در منطقه ۱۸ کنگره پنسیلوانیا پس از استعفای تیم مورفی، در تاریخ ۱۳ مارس ۲۰۱۸ برگزار شد.
انتخابات ویژه در ناحیه ۸ کنگره آریزونا پس از استعفای فرانتس ترنت، در تاریخ ۲۴ آوریل ۲۰۱۸ برگزار شد.

## انتخابات ایالتی

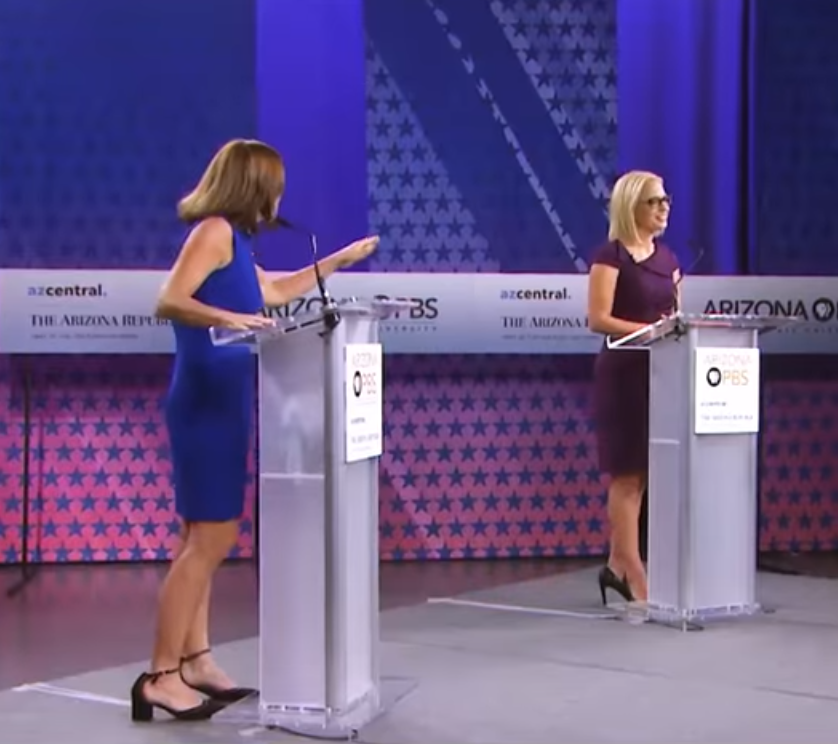
کیرستن سینما و مارتا مک سالی در مناظره برای انتخاب سنا در سال 2018.

انتخابات ایالتی ۲۰۱۸ پس از تقسم بندی منطقه ای و پس از سرشماری سال ۲۰۲۰ ایالات متحده ادامه خواهد یافت، همان‌طور که مأموریت بسیاری از فرمانداران و قانون‌گذاران ایالت‌ها تعیین مرزهای جدید انتخابات قانونگذاران و نمایندگان کنگره‌های نواحی ایالت‌ها می‌باشد.

### انتخابات محلی

#### انتخاب شهرداران
شهرهای اصلی که انتخابات شهرداری را در سال ۲۰۱۸ برگزار خواهند کرد عبارتند از:
نیوآرک، نیوجرسی
فینیکس، آریزونا: گرگ استنتون (D)، برای شهرداری (برای انتخاب مجدد).
سان فرانسیسکو، کالیفرنیا (ویژه): مارک فارل، پس از حذف لندن بریدز در موضع شهر دار خدمت می‌کند
واشینگتن دی سی: موریل باوزر (D)، مجدداً انتخاب می‌شود.